# Terapia intensiva

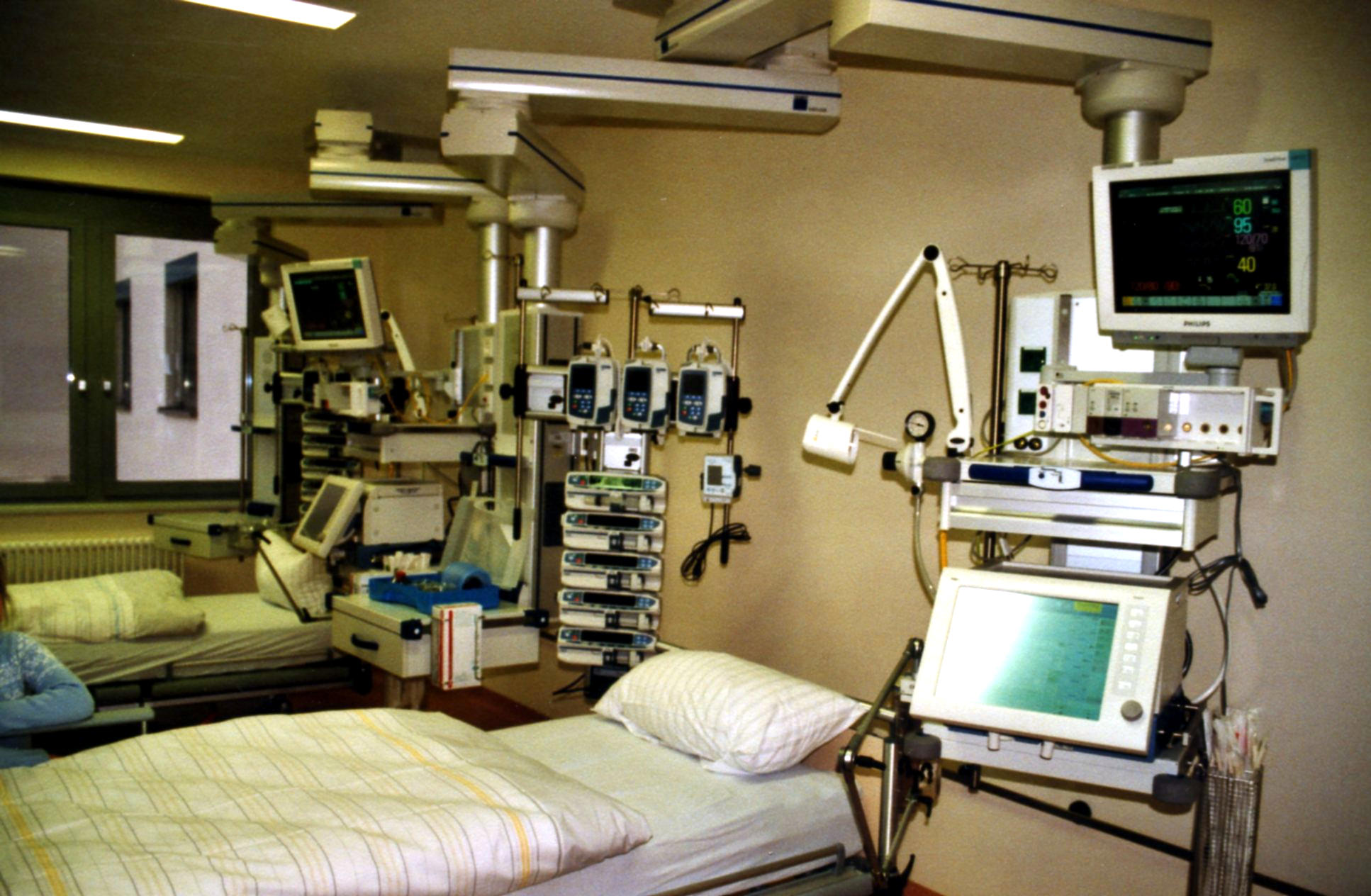
Esempio di stanza da terapia intensiva

La terapia intensiva (TI) o unità di terapia intensiva (UTI), detta anche rianimazione, è un reparto ospedaliero dedicato al monitoraggio e al trattamento intensivistico dei pazienti critici, con attività continuativa svolta 24 ore su 24; è gestito da medici specializzati in anestesia-rianimazione ed infermieri.
La terapia intensiva ospita inoltre il coordinatore locale per il prelievo e trapianto d'organo, con il compito di assicurare l’immediata comunicazione dei dati relativi al donatore tramite il sistema informativo dei trapianti al Centro regionale o interregionale competente ed al Centro nazionale trapianti al fine di garantire l’assegnazione degli organi in esame per il prelievo.

## Caratteristiche cliniche
Le attività sono rivolte a soggetti affetti da una o più insufficienze d’organo acute, potenzialmente reversibili, tali da comportare pericolo di vita e rischio di insorgenza di complicanze maggiori, la cui criticità non ne consente l’adeguata gestione in un reparto di degenza ordinaria.
I pazienti eleggibili di ricovero in terapia intensiva sono divisi in due grandi categorie, ovvero:
- Pazienti che richiedono monitoraggio e trattamento perché una o più funzioni vitali sono minacciate da una patologia acuta o cronica (es.: sepsi, infarto del miocardio, emorragia gastrointestinale) o dalle sequele di un trattamento chirurgico o di altro tipo intensivo (es.: interventi percutanei) portando a condizioni pericolose per la vita.
- Pazienti che hanno già insufficienza di una delle funzioni vitali come la funzione cardiovascolare, respiratoria, renale, metabolica o cerebrale ma con una ragionevole possibilità di un significativo recupero funzionale. In linea di principio non sono ammessi pazienti in stadio di patologia terminale non curabile. Talvolta può essere presa comunque in considerazione la necessità di cure palliative che richiedono misure di terapia intensiva. Inoltre, possono essere ammessi pazienti con morte cerebrale o in cui si prevede la morte cerebrale e in cui si considera la donazione di organi.

## Storia

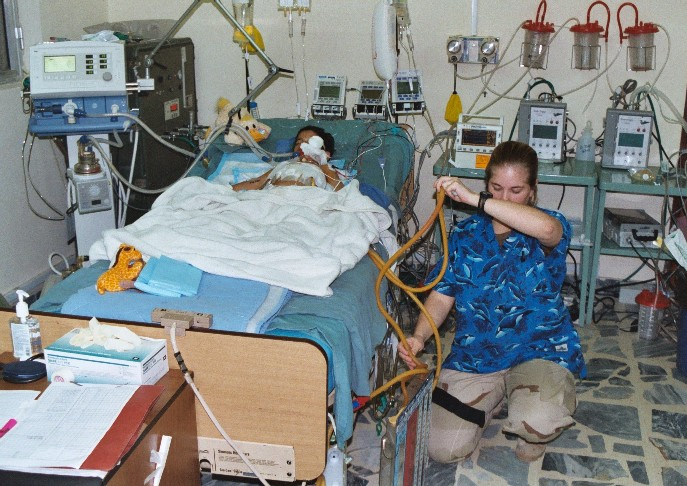
Infermiera ICU dell'esercito americano che assiste un paziente a Baghdad, Iraq

Nel 1854, l'infermiera Florence Nightingale partì per la guerra di Crimea, dove veniva utilizzato il triage per stabilire la priorità di trattamento dei soldati feriti in base alla loro gravità. Le esperienze di guerra aiutarono la Nightingale a comprendere l'importanza delle condizioni sanitarie negli ospedali, una componente fondamentale delle moderne terapie intensive.
Nel 1950, l'anestesista Peter Safar stabilì il concetto di "Supporto Avanzato della Vita" per mantenere i pazienti sedati e ventilati in un ambiente di terapia intensiva. Safar è considerato il primo operatore di terapia intensiva in medicina. Safar è anche considerato l'inventore della rianimazione cardiopolmonare.
In risposta ad una epidemia di poliomielite (dove si rendeva necessaria la sorveglianza e la ventilazione costante per molti pazienti), Bjørn Ibsen Aage istituì il primo reparto di terapia intensiva a Copenaghen nel 1953. La prima applicazione di questa idea negli Stati Uniti arrivò nel 1955 dal Dr. William Mosenthal, chirurgo presso il Dartmouth-Hitchcock Medical Center. Nel 1960 venne riconosciuta l'importanza delle aritmie cardiache come fonte di morbilità e mortalità degli infarti del miocardio. Questo ha portato alla pratica di routine del monitoraggio cardiaco nell'unità di terapia intensiva, soprattutto in pazienti cardiopatici.

## Classificazione"Levels of Care"
Secondo la classificazione proposta dalla Intensive Care Society nelle linee guida Guidelines for the provision of Intensive Care Services, vengono riconosciuti tre livelli di cure intensive basati sulle necessità assistenziali dei pazienti.
- Livello 1: Rappresenta pazienti che manifestano segni di disfunzione d'organo e richiedono un monitoraggio continuo con un minore supporto farmacologico o elettromedicale; questi pazienti sono a rischio di sviluppare uno o più insufficienze d'organo acute. Sono inclusi i pazienti in via di miglioramento clinico da uno o più insufficienze acute di organi vitali ma le cui condizioni risultano eccessivamente instabili o il carico di lavoro infermieristico è troppo elevato/complesso per essere gestito in un reparto di degenza ordinaria.
- Livello 2: Rappresenta i pazienti che richiedono il monitoraggio e il supporto farmacologico e/o tramite dispositivi elettromedicali (p. es., supporto emodinamico, assistenza respiratoria, terapia renale sostitutiva) di un solo sistema d'organo vitale in grave insufficienza con carattere pericoloso per la vita.
- Livello 3: Rappresenta i pazienti con sindrome da disfunzione multiorgano con compromissione di due o più funzioni vitali, con necessità di trattamento immediato. Questi pazienti dipendono totalmente dai supporti d'organo farmacologico ed elettromedicale.

## Allocazione e dimensioni
L'unità operativa è preferibile venga collocata in un ospedale sede di dipartimenti appropriati (ad es. presenza dell'unità traumatologica, chirurgia generale, neurologia, ecc...) per garantire che le esigenze multidisciplinari della medicina intensiva siano soddisfatte. Le strutture chirurgiche, mediche diagnostiche e terapeutiche devono essere rappresentate da consulenti medici, anestesisti, chirurghi e tecnici radiologici che devono essere disponibili 24 ore su 24. Non tutti gli ospedali svilupperanno le proprie strutture di terapia intensiva allo stesso modo, con le stesse competenze, strutture e attrezzature identiche tra loro. Le unità di terapia intensiva devono essere adattate alla regione e all'ospedale in cui operano in termini di dimensioni, personale e tecnologia.
Secondo quanto raccomandato, un reparto di terapia intensiva ottimale dovrebbe ospitare almeno 6 letti, con 8-12 letti considerati come numero di unità ottimali. Gli ospedali con diverse unità più piccole dovrebbero essere incoraggiati a riorganizzare queste unità in un unico reparto più grande per migliorare l'efficienza. D'altra parte, una terapia intensiva di dimensione più grande può cogliere l'opportunità per creare subunità funzionali separate e specializzate con 6-8 posti letto, condividendo le stesse strutture geografiche, amministrative e di altro tipo. La coorte dei pazienti in tali subunità può essere basato su specifici processi di cura o divisi per patologia. La dimensione dell'unità è influenzata anche dalla situazione geografica ed economica. Un effetto volume in termini di numero sufficiente di pazienti ricoverati e numero di interventi terapeutici è anche riconosciuto per mantenere la qualità di attività come la fornitura di ventilazione meccanica e terapia renale sostitutiva.

## Rapporto infermieri/pazienti
Ad ogni singolo Levels of Care, sono considerati appropriati i seguenti rapporti minimi infermiere/paziente:
| Level Of Care | Rapporto infermiere/paziente | Infermieri Full Time Equivalent per singolo letto |
| ------------- | ---------------------------- | ------------------------------------------------- |
| III           | 1/1                          | 6                                                 |
| II            | 1/2                          | 3                                                 |
| I             | 1/3                          | 2                                                 |